# Slavkov (přírodní památka)
Přírodní památka Slavkov  je chráněné území nalézající severně od vsi Slavkov v katastru obce Olbramovice, okres Benešov. Důvodem ochrany je populace kuňky obecné (Bombina bombina), která je zvláště chráněným silně ohroženým druhem. Rozloha chráněného území je 4,9655 ha.

## Galerie

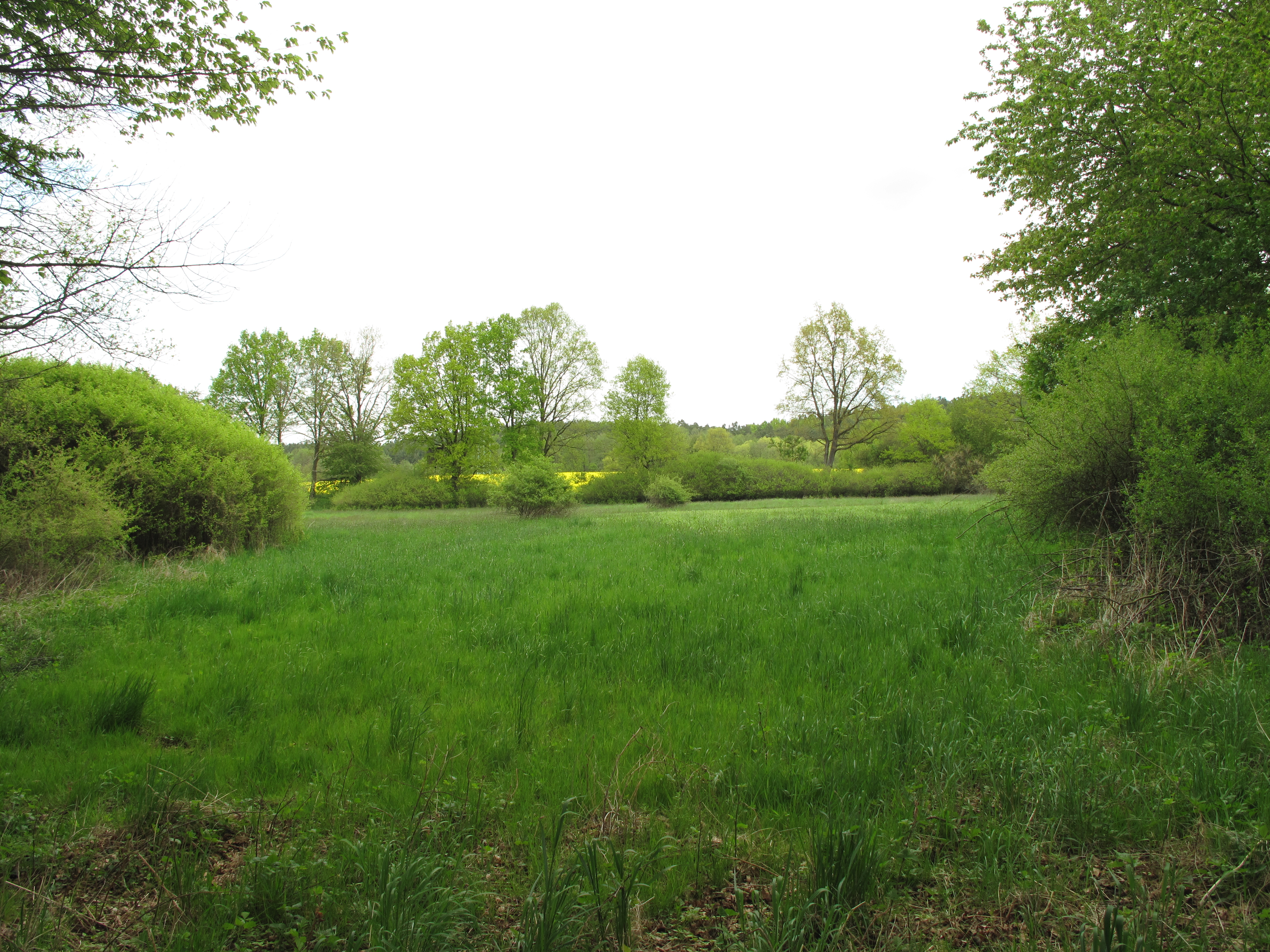
Louka
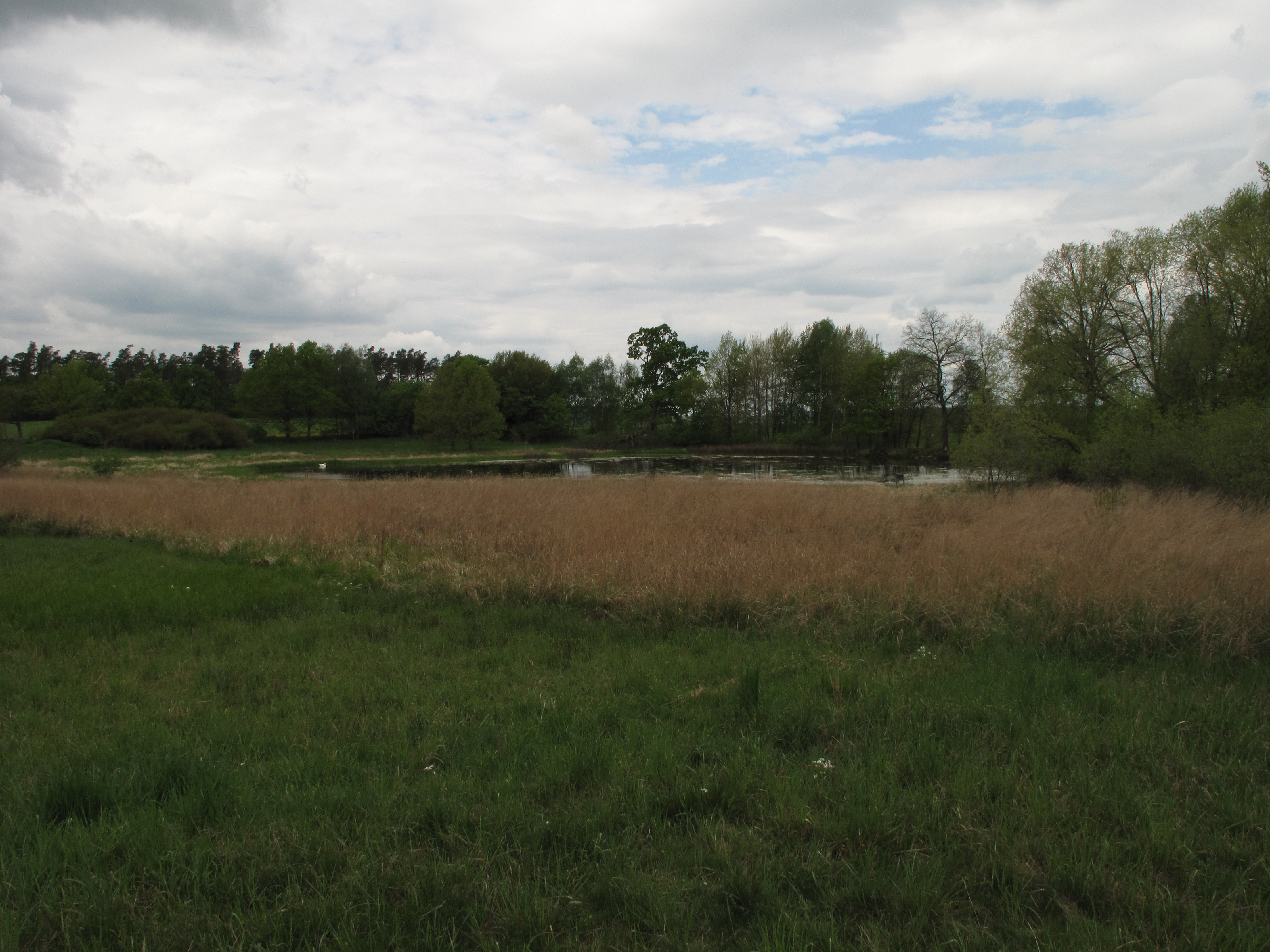
Rybník
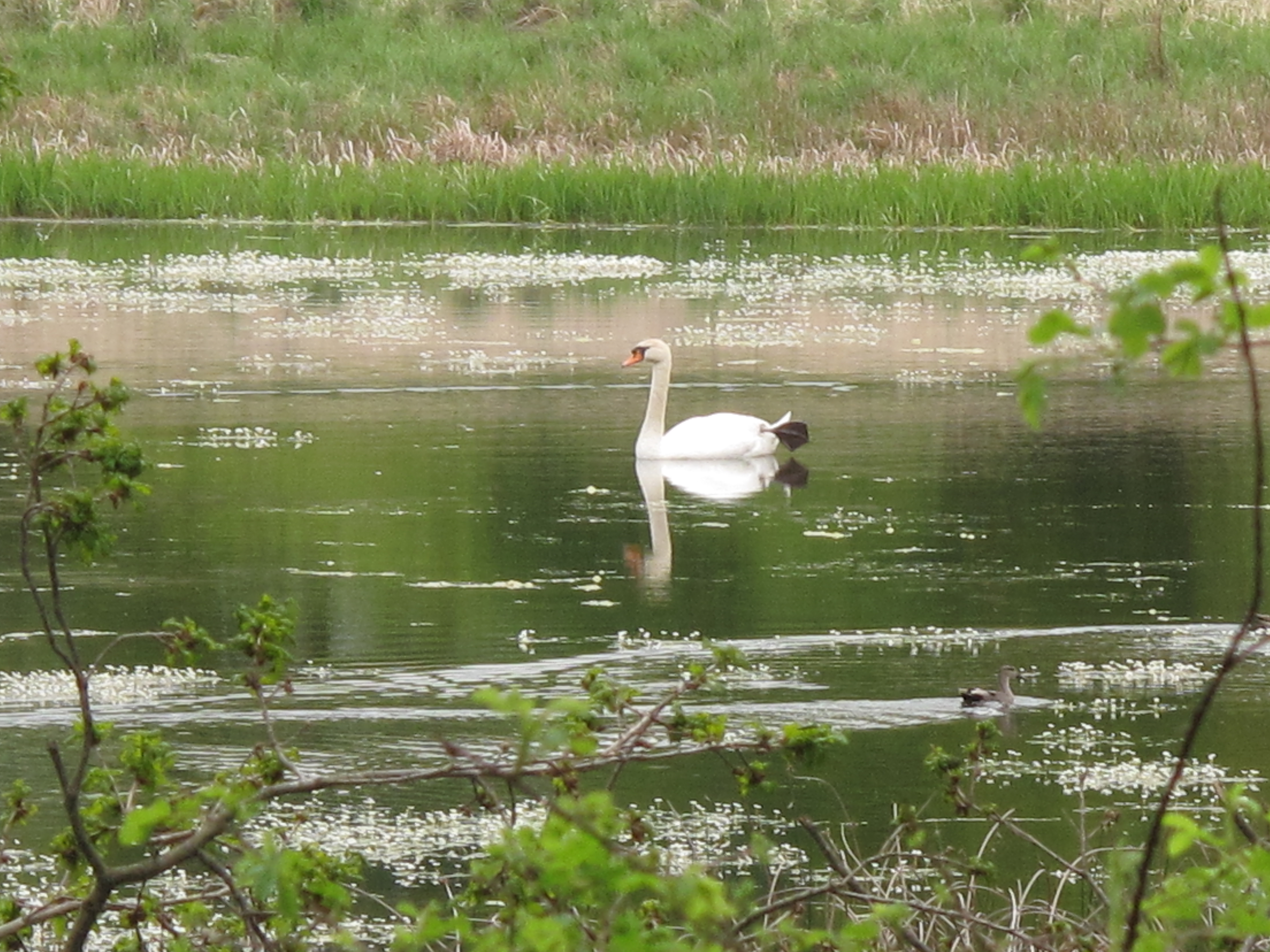
Labuť
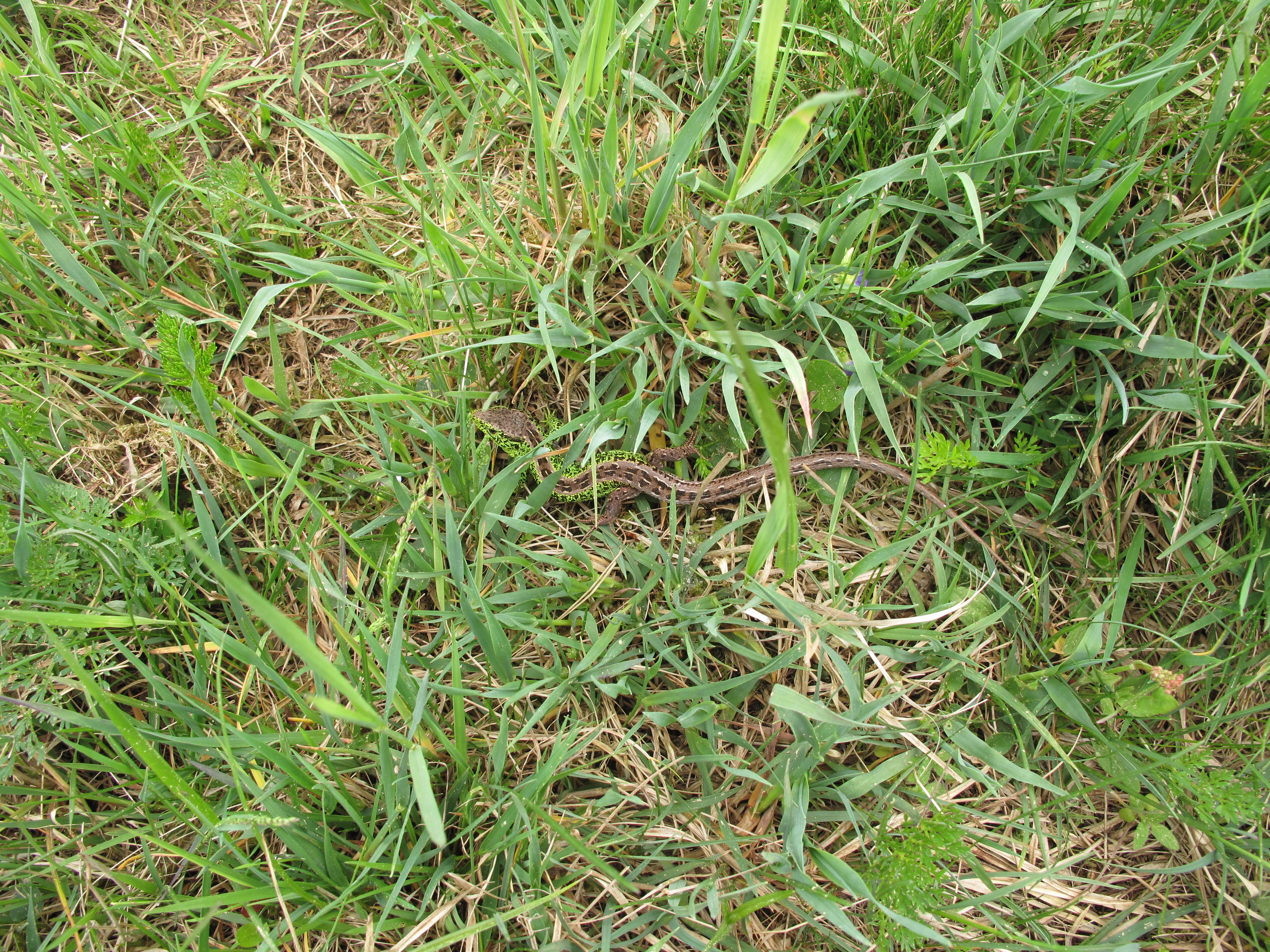
Ještěrka